# Joey Belladonna
Joey Belladonna (* 13. října 1960 Oswego jako Joseph Bellardini) je americký heavymetalový hudebník, nejvíce známý jako zpěvák americké thrashmetalové skupiny Anthrax. Je také zpěvák a bubeník cover kapely Chief Big Way. Jeho hlasový rozsah je tenor.

## Život
Belladonna se narodil italsko-americkému otci a indiánské matce v Oswegu v New Yorku. V mládí vzhlížel ke skupinám jako Beatles, Led Zeppelin, Kansas a Rush, které podle něj tvořily „hudbu, která byla promyšlená a zároveň chytlavá.“

### Kariéra
V letech 1984 až 1992 byl Belladonna hlavním zpěvákem skupiny Anthrax. Je považován za člena jejich „klasické“ sestavy (spolu s ním také Dan Spitz, Scott Ian, Frank Bello a Charlie Benante).
Belladonna se do skupiny vrátil v letech 2005 a 2006, kdy se sešla celá „klasická“ sestava skupiny a pořádala turné.
Celkem se Belladonna podílel na šesti studiových albech a několika EP, kterých se dohromady prodalo přes 8 milionů kopií po celém světě. Během jeho prvního období působení byla skupina nominována na tři ceny Grammy a sám Belladonna byl dva roky za sebou metalovým zpěvákem číslo jedna podle časopisu Metal Forces.
Na začátku roku 2010 se Belladonna oficiálně znovu stal členem skupiny během koncertů tzv. "Velké čtyřky" thrash metalu na festivalu v Sonisphere. Po těchto a dalších koncertech nahrála skupina s Belladonnou dlouho očekávané album. Od jeho návratu byla skupina nominována na další tři ceny Grammy.

### Sólová kariéra
Po odchodu z Anthrax v roce 1992 Belladonna dále vytvářel hudbu v rámci sólového projektu Belladonna, jehož byl jediným stálým členem.
V polovině 90. let vydal Belladonna své eponymní debutové album, které bylo fanoušky i kritikou přijato kladně. Naopak jeho druhé album Spells of Fear vydané v roce 1998 se nesetkalo s úspěchem, byla mu vytýkána špatná kvalita po produkční i čistě hudební stránce. Třetí album vyšlo v roce 2003, znamenalo obrat k lepším textům i hudbě a podobně jako první album dostalo od fanoušků vesměs kladné hodnocení.
Belladonna je také zpěvákem a bubeníkem cover skupiny Chief Big Way, která se zaměřuje zejména na klasické rockové hity 70. a 80. let 20. století.

## Diskografie

### Sólová dráha
- Belladonna (1995)
- Spells of Fear (1998)
- 03 (2003)
- Artifacts I (2004)

### Anthrax

#### Studiová alba
- Fistful of Metal (1984)
- Spreading the Disease (1985)
- Among the Living (1987)
- State of Euphoria (1988)
- Persistence of Time (1990)
- Worship Music (2011)
- For All Kings (2016)

#### Živá alba
- Live: The Island Years (1994) (nahrávky z let 1991 a 1992)
- Alive (2005)